# Юнг, Андреа
Андреа Юнг (англ. Andrea Jung, род. 28 августа 1959, Канада) — американская предпринимательница, китайского происхождения, президент и гендиректор микрофинансовой компании Grameen America, член совета директоров компании Apple (2008—н.в.), бывшая гендиректор косметической компании Avon Products (2009—2012). Входит в список тридцати наиболее влиятельных женщин США.

## Биография
Андреа Юнг родилась в Канаде в китайской семье, её мать из Шанхая, а отец родом из Гонконга.
С 2008 она является членом Совет директоров корпорации Apple.
С ноября 2009 по 2012 года она была CEO косметической компании Avon Products.
Сегодня она является президентом и гендиректором некоммерческой микрофинансовой организации Grameen America.